# Brachythecium tommasinii

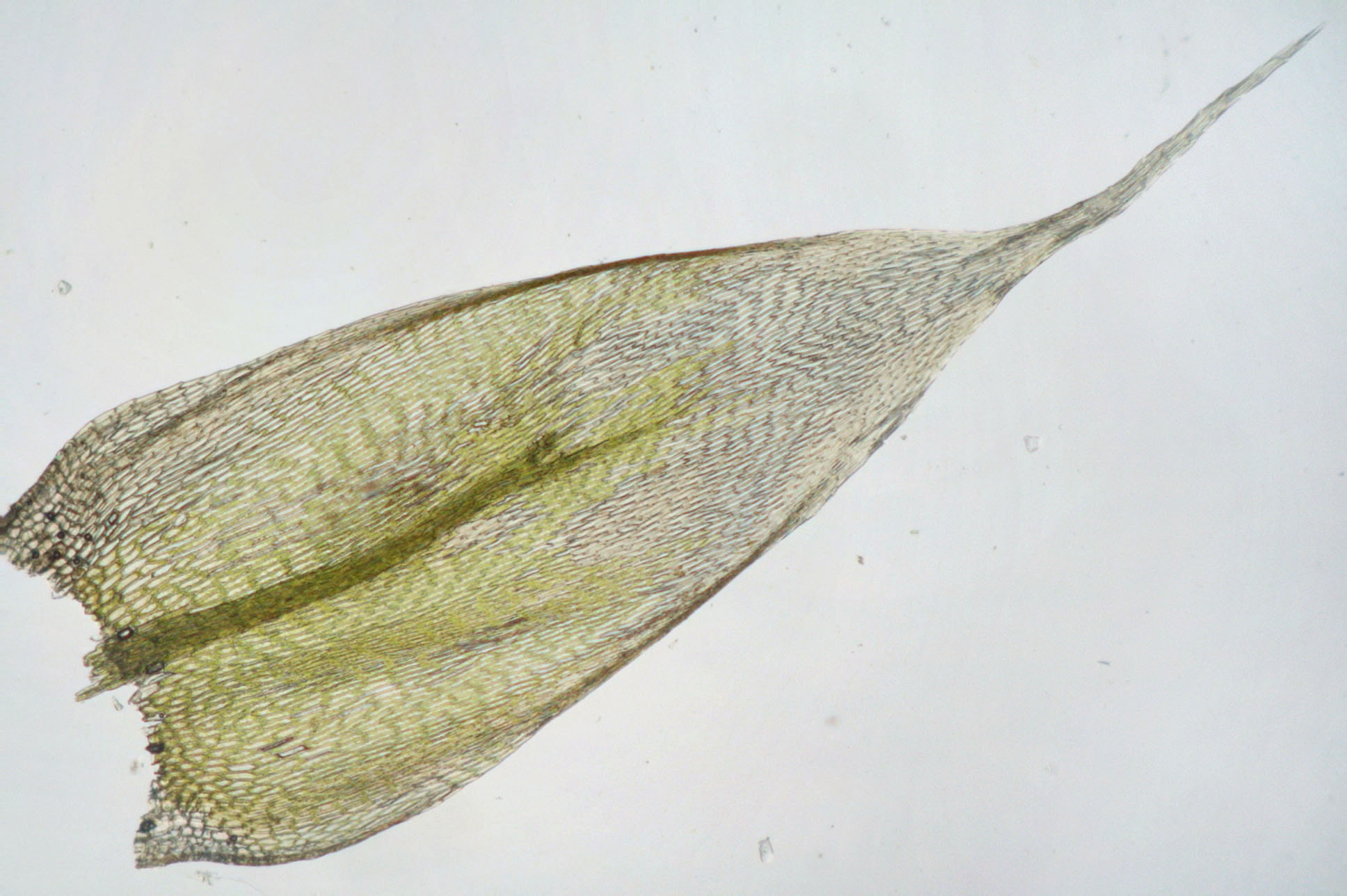
Blatt

Brachythecium tommasinii (Syn. Cirriphyllum tommasinii, deutsch Zartnerviges Haarblattmoos) ist eine Laubmoos-Art aus der Familie Brachytheciaceae.

## Erkennungsmerkmale
Die mäßig kräftigen bis zarteren Pflanzen wachsen in hellgrünen bis dunkelgrünen oder gebräunten, glänzenden Rasen. Die primären kriechenden Stämmchen haften mit Rhizoiden am Substrat. Ihnen entspringen die büschelig verzweigten sekundären Stämmchen. Die Äste sind oft lang zugespitzt.
Die herablaufenden, nicht oder schwach längsfaltigen Stämmchenblätter mit eiförmiger bis lanzettlicher Basis sind ziemlich plötzlich in eine haarförmige Blattspitze verschmälert, deren Länge etwa ein Drittel der gesamten Blattlänge erreicht. Die Blattlänge beträgt 1,8 bis 3,5 Millimeter, die Ränder sind ganzrandig bis etwas gezähnt und flach oder an der Basis schmal umgeschlagen. Die einfache, nach oben dünner werdende Blattrippe reicht etwa bis zur Blattmitte. Die Astblätter sind nur bis 2 Millimeter lang.
Die Blattzellen sind am Blattgrund quadratisch bis rechteckig, in der Blattmitte linealisch, 6 bis 12 µm breit, 40 bis 110 µm lang und dünnwandig.
Die purpurne Seta ist bis 20 Millimeter lang. Die geneigte, ovale und etwas gekrümmte Sporenkapsel hat eine Länge von 1,5 bis 2,4 Millimeter, ihr Deckel ist geschnäbelt.

## Verbreitung und Standortansprüche
Vorkommen dieser Art finden sich in Europa und darüber hinaus noch im Kaukasus. Schwerpunktmäßig ist sie in den Berglagen Mitteleuropas verbreitet. Das Moos wächst in Wäldern an mäßig schattigen bis schattigen und trockenen bis frischen Standorten, bevorzugt auf Kalk- und Schiefergestein.

## Synonyme
Synonyme sind Cirriphyllum tommasinii (Boulay) Grout, Cirriphyllum tenuinerve (Lindb.) Wijk & Margad., Cirriphyllum vaucheri (Schimp.) Loeske & M. Fleisch., Eurhynchium tommasinii (Sendtn. ex Boulay) Molendo, Eurhynchium vaucheri var. fagineum H. Müll. ex Milde, Hypnum tommasinii Sendtn. ex Boulay und Rhynchostegiella tenuicaulis (Spruce) Kartt.